# 曹雪芹 (2003年电视剧)
《曹雪芹》是中国电视剧制作中心以清代人物曹雪芹为原型拍摄的一部古装剧，亦为纪念曹雪芹诞辰240周年。1999年末，女导演王静开始策划一部关于描写曹雪芹一生的电视连续剧，得到其友人王家会的大力支持，二人合力完成了电视剧本。2001年9月，本剧在北京正式开拍，到2002年春节前夕完成拍摄。2003年12月2日在北京举行了首映仪式，12月14日在CCTV-8黄金时间首播。
本剧邀请了红学家周汝昌、胡文彬、蔡义江任红学顾问和艺术策划。
2012年5月21日起，台灣的公視基金會旗下無線數位電視頻道Dimo TV於週一至週五晚間8點首播本劇，是Dimo TV第一個首播的節目。

## 特色
本剧参照了曹雪芹和《红楼梦》的相关故事进行了艺术加工。剧中女主角李绮筠被定位为替《红楼梦》写脂批的脂砚斋，其性格特征为《红楼梦》原著中林黛玉、史湘云的结合体，既有聪明才智的一面也有刚烈果敢的部分。对于这样的人物设定，导演王静表示主要依据的是周汝昌的考证。
此外本剧的台词、服饰、画面都具有古风特色，尤其是台词，参考了清代大量奏折语言，显得不直白通俗。

## 外景地
- 北京市：颐和园、北海公园、大观园，怀柔
- 承德县、保定市、扬州市
- 密云县

## 职员表
- 出品人：李培森
- 总监制：邹庆芳 王伟国
- 总策划：李汀 张华山
- 监制：李志安 谭涛
- 策划：谢丽虹 胡文彬 蔡义江 卢小渤
- 制片人、导演：王静
- 編劇：王家会、王静
- 作曲：李海鹰
- 美术设计：路奇
- 服装设计：钟佳妮
- 化装设计：苏红
- 灯光设计：张雪冰
- 摄影：伊呼和乌拉
- 录音：章文 刘燕
- 剪按：陈艺红
- 制片人：王静 宋铁发
- 出品单位：中央电视台中国电视剧制作中心

## 演员表
- 曹雪芹 - 庹宗华
  - 少年 - 朱豪伟

生于盛世之末，从小过着锦衣玉食的生活，不懂得世态炎凉，在命运的打击下束手无策。但他至真至纯，平等待人，威武不能屈，贫贱不能移，为情字可以百死不悔，最终用生命完成了“满纸荒唐言，一把辛酸泪，都云作者痴，谁解其中味”的《红楼梦》。
- 李绮筠 - 史兰芽
  - 少年 - 殷悦

曹雪芹的表妹，从小寄养在曹家，是曹雪芹的红颜知己。后被强盗绑架卖进妓院，又被转卖到紫绫手中，期间以脂砚斋的笔名为《石头记》批书。因不肯修改《石头记》被乾隆判处死刑，最后得太监吴公公相救与曹雪芹重逢。
- 屈慧兰 - 何音

出生于大户人家的千金小姐，在父母的庇护下享尽了荣华富贵。嫁给曹雪芹之后，从此与贫寒为伴，流离转徒，最后落得爱子夭折，自己也在饥寒交迫的山野荒村中去世。
- 乾隆 - 冯远征

当朝皇帝，很欣赏《石头记》的文采，但不能忍受此书对皇家和整个社会的批判。
- 弘昌 - 冯国强

身为怡亲王的弘昌，剧中是一个性情中人，与兄弟乾隆有皇位之争、与曹家交往密切。和曹雪芹、李绮筠有着种种瓜葛。
- 赛子都 - 温海江

红角名伶，被人看不起，但受曹雪芹看重，二人肝胆相照、荣辱与共。后为曹雪芹变卖心爱的行头、签约卖身，直至最终自尽取义。
- 紫菱 - 刘辉

剧中是一个靠出卖女子色艺为生的艺班班主。
- 曹凤藻 - 邓丽

曹雪芹的大姐，后入宫封为贵人，风光一时。曹家遇难后，吞金自杀。
- 曹夫人 - 赵奎娥
- 曹颀 - 姚岗
- 曹頫 - 洪涛
- 抱玉 - 舒畅
- 文篁 - 蒋中一
- 曹母 - 柏青
- 叫花 - 李洪涛
- 教习嫫嫫 - 由铀
- 福彭 - 徐宝童
- 李二老爷 - 黄宗洛
- 榴兒（曹雪芹之子）- 陳星旭

### 人物对照
| 剧中人物 | 红楼梦小说人物 |
| 曹雪芹   | 贾宝玉         |
| 李绮筠   | 林黛玉、史湘云 |
| 屈慧兰   | 薛宝钗         |
| 曹凤藻   | 贾元春         |
| 史秋纹   | 秦可卿         |
| 曹頫     | 贾政           |
| 屈琰     | 贾珍           |
| 赛子都   | 蒋玉菡         |
| 纳喜     | 麝月           |
| 绿蕊     | 小红           |

## 音乐
- 片头曲：《一梦到红楼》
  - 作曲：李海鹰 作词：李汀、易茗、李海鹰 演唱：黄格选
- 片尾曲：《飘》
  - 作曲：李海鹰 作词：李汀、易茗、李海鹰 演唱：黄格选

## 争论
本剧播出后，被不少红学家质疑剧本和剧情，记者认为这样的争议起源于国内红学界“自传说”和“叔传说”两派之间的的论战，红学家们指责的其实并不是电视剧。一些普通观众则认为本剧把曹雪芹的形象具体化了，很好看。不过记者亦认为，剧名叫“曹雪芹”确实“帽子”太大了些，不是很恰当。